# Gran Premio di Spagna 1994
Il Gran Premio di Spagna 1994 fu corso sul Circuito di Catalogna di Montmeló  il 29 maggio 1994. Fu il 553º Gran Premio nella storia del mondiale di Formula 1 e il quinto della stagione 1994.

## Pre-gara
La Williams ingaggiò in sostituzione del defunto Ayrton Senna lo scozzese David Coulthard, già collaudatore del team britannico. La Simtek sostituì Roland Ratzenberger con Andrea Montermini. La Sauber gareggia con il solo Heinz-Harald Frentzen e presenta una significativa novità sulla vettura: i bordi dell'abitacolo vengono notevolmente rialzati, a protezione del capo e del collo del pilota.
La esse Nissan, ritenuta troppo pericolosa, fu preceduta da una artigianale e provvisoria chicane realizzata con file di pneumatici. A partire dall'anno successivo tale curva verrà eliminata, ottenendo un rettilineo.

## Qualifiche e prove
Nel corso delle prove libere del sabato Montermini, alla guida della Simtek, si schiantò ad alta velocità contro le barriere di protezione dell'ultima curva prima del rettilineo principale, procurandosi la frattura della caviglia destra. Niki Lauda, supervisore della GPDA, l'associazione dei piloti, accusò l'italiano di aver tenuto un comportamento dannoso, in quanto non era nelle condizioni ottimali per guidare una vettura.
L'incidente, pur non gravissimo, contribuì comunque ad aumentare ulteriormente la tensione nel mondo della F1, già scosso dagli eventi luttuosi di Imola e dall'incidente occorso a Montecarlo a Karl Wendlinger, ancora in coma.
Le qualifiche, poi, videro la pole position di Michael Schumacher, davanti a Damon Hill e al finlandese della McLaren Mika Häkkinen.

### Risultati
| Pos                     | Nome                  | Squadra/Motore    | Tempo    | Distacco | Griglia |
| ----------------------- | --------------------- | ----------------- | -------- | -------- | ------- |
| 1                       | Michael Schumacher    | Benetton-Ford     | 1:21.908 |          | 1       |
| 2                       | Damon Hill            | Williams-Renault  | 1:22.559 | +0.651   | 2       |
| 3                       | Mika Häkkinen         | McLaren-Peugeot   | 1:22.660 | +0.722   | 3       |
| 4                       | JJ Lehto              | Benetton-Ford     | 1:22.983 | +1.075   | 4       |
| 5                       | Rubens Barrichello    | Jordan-Hart       | 1:23.594 | +1.686   | 5       |
| 6                       | Jean Alesi            | Ferrari           | 1:23.700 | +1.792   | 6       |
| 7                       | Gerhard Berger        | Ferrari           | 1:23.715 | +1.807   | 7       |
| 8                       | Martin Brundle        | McLaren-Peugeot   | 1:23.763 | +1.855   | 8       |
| 9                       | David Coulthard       | Williams-Renault  | 1:23.782 | +1.874   | 9       |
| 10                      | Ukyo Katayama         | Tyrrell-Yamaha    | 1:23.969 | +2.061   | 10      |
| 11                      | Mark Blundell         | Tyrrell-Yamaha    | 1:23.981 | +2.073   | 11      |
| 12                      | Heinz-Harald Frentzen | Sauber-Mercedes   | 1:24.930 | +3.022   | 12      |
| 13                      | Eddie Irvine          | Jordan-Hart       | 1:24.930 | +3.022   | 13      |
| 14                      | Michele Alboreto      | Minardi-Ford      | 1:24.996 | +3.088   | 14      |
| 15                      | Gianni Morbidelli     | Footwork-Ford     | 1:25.018 | +3.110   | 15      |
| 16                      | Érik Comas            | Larrousse-Ford    | 1:25.050 | +3.142   | 16      |
| 17                      | Olivier Beretta       | Larrousse-Ford    | 1:25.161 | +3.263   | 17      |
| 18                      | Pierluigi Martini     | Minardi-Ford      | 1:25.247 | +3.339   | 18      |
| 19                      | Olivier Panis         | Ligier-Renault    | 1:25.577 | +3.669   | 19      |
| 20                      | Éric Bernard          | Ligier-Renault    | 1:25.766 | +3.858   | 20      |
| 21                      | Christian Fittipaldi  | Footwork-Ford     | 1:26.084 | +4.176   | 21      |
| 22                      | Johnny Herbert        | Lotus-Mugen-Honda | 1:26.397 | +4.489   | 22      |
| 23                      | Alessandro Zanardi    | Lotus-Mugen-Honda | 1:27.685 | +5.777   | 23      |
| 24                      | David Brabham         | Simtek-Ford       | 1:28.151 | +6.243   | 24      |
| 25                      | Bertrand Gachot       | Pacific-Ilmor     | 1:28.873 | +6.965   | 25      |
| 26                      | Paul Belmondo         | Pacific-Ilmor     | 1:30.657 | +8.749   | 26      |
| Vetture non qualificate |                       |                   |          |          |         |
| NQ                      | Andrea Montermini     | Simtek-Ford       | 1:31.111 | +9.203   | NQ      |

## Gara

### Sintesi
Nelle fasi iniziali della gara Schumacher costruì subito un buon margine su Hill e Hakkinen. Alesi partì bene e riuscì ad issarsi in quarta posizione, ma, avendo un assetto particolarmente scarico, non poté battagliare con i primi e, al contrario, finì per rallentare JJ Lehto e Coulthard, che rimasero bloccati dietro di lui.
Schumacher rimase in testa fino a quando la sua vettura cominciò ad avere problemi al cambio, subito dopo il primo pit stop. Stando a quanto affermato dal team, il tedesco perse tutte le marce ad eccezione della quinta e riuscì a limitare i danni solo cambiando stile di guida e utilizzando traiettorie diverse. Hill e Hakkinen lo superarono senza difficoltà, ma il tedesco riuscì a mantenere prestazioni comunque discrete tanto da non perdere ulteriori posizioni fino alla fine del gran premio. Con il primo pit stop, Hakkinen sopravanzò anche Hill, portandosi in testa al gran premio. Intanto Coulthard finì nelle retrovie per un problema durante il cambio gomme (prima di ritirarsi qualche giro più tardi) e Alesi, rallentato dall'assetto estremo, perse diverse posizioni a favore di Lehto, Brundle e Blundell. Al 48º giro, pochi giri dopo il suo secondo pit stop, Hakkinen venne costretto al ritiro per la rottura del motore della sua McLaren e la stessa sorte toccò prima a Lehto e poi a Brundle a poche tornate di distanza l'uno dall'altro, mentre occupavano la terza posizione. Il gran premio, quindi, si concluse con la prima vittoria per Damon Hill e per la Williams in questa stagione. Schumacher, nonostante i problemi al cambio, riuscì a chiudere al secondo posto, mentre Blundell giunse terzo alla guida della Tyrrell. Al quarto posto la Ferrari di Alesi, quinto Martini su Minardi e sesto Irvine su Jordan a chiudere la zona punti. La Tyrrell tornò sul podio, per l'ultima volta, dopo 48 Gran Premi dal 2º posto di Stefano Modena al Gran Premio del Canada 1991.

### Risultati
I risultati del gran premio sono i seguenti:
| Pos | Nº | Pilota                | Costruttore       | Giri | Tempo/Ritiro                  | Griglia | Punti |
| --- | -- | --------------------- | ----------------- | ---- | ----------------------------- | ------- | ----- |
| 1   | 0  | Damon Hill            | Williams-Renault  | 65   | 1:36:14.374                   | 2       | 10    |
| 2   | 5  | Michael Schumacher    | Benetton-Ford     | 65   | +24.166                       | 1       | 6     |
| 3   | 4  | Mark Blundell         | Tyrrell-Yamaha    | 65   | +1:26.969                     | 11      | 4     |
| 4   | 27 | Jean Alesi            | Ferrari           | 64   | +1 giro                       | 6       | 3     |
| 5   | 23 | Pierluigi Martini     | Minardi-Ford      | 64   | +1 giro                       | 18      | 2     |
| 6   | 15 | Eddie Irvine          | Jordan-Hart       | 64   | +1 giro                       | 13      | 1     |
| 7   | 26 | Olivier Panis         | Ligier-Renault    | 63   | +2 giri                       | 19      |       |
| 8   | 25 | Éric Bernard          | Ligier-Renault    | 62   | +3 giri                       | 20      |       |
| 9   | 11 | Alessandro Zanardi    | Lotus-Mugen-Honda | 62   | +3 giri                       | 23      |       |
| 10  | 31 | David Brabham         | Simtek-Ford       | 61   | +4 giri                       | 24      |       |
| 11  | 8  | Martin Brundle        | McLaren-Peugeot   | 59   | Trasmissione                  | 8       |       |
| Rit | 6  | Jyrki Järvilehto      | Benetton-Ford     | 53   | Motore                        | 4       |       |
| Rit | 7  | Mika Häkkinen         | McLaren-Peugeot   | 48   | Motore                        | 3       |       |
| Rit | 12 | Johnny Herbert        | Lotus-Mugen-Honda | 41   | Testacoda                     | 22      |       |
| Rit | 14 | Rubens Barrichello    | Jordan-Hart       | 39   | Testacoda                     | 5       |       |
| Rit | 9  | Christian Fittipaldi  | Footwork-Ford     | 35   | Motore                        | 21      |       |
| Rit | 2  | David Coulthard       | Williams-Renault  | 32   | Elettronica                   | 9       |       |
| Rit | 34 | Bertrand Gachot       | Pacific-Ilmor     | 32   | Cedimento alettone posteriore | 25      |       |
| Rit | 28 | Gerhard Berger        | Ferrari           | 27   | Cambio                        | 7       |       |
| Rit | 10 | Gianni Morbidelli     | Footwork-Ford     | 24   | Elettronica                   | 15      |       |
| Rit | 30 | Heinz-Harald Frentzen | Sauber-Mercedes   | 21   | Cambio                        | 12      |       |
| Rit | 20 | Érik Comas            | Larrousse-Ford    | 19   | Radiatore                     | 16      |       |
| Rit | 3  | Ukyo Katayama         | Tyrrell-Yamaha    | 16   | Motore                        | 10      |       |
| Rit | 24 | Michele Alboreto      | Minardi-Ford      | 4    | Motore                        | 14      |       |
| Rit | 33 | Paul Belmondo         | Pacific-Ilmor     | 2    | Testacoda                     | 26      |       |
| Rit | 19 | Olivier Beretta       | Larrousse-Ford    | 0    | Motore                        | 17      |       |
| NQ  | 32 | Andrea Montermini     | Simtek-Ford       |      | Non qualificato               |         |       |

## Classifiche

### Piloti
| Pos | Pilota                | Punti |
| --- | --------------------- | ----- |
| 1   | Michael Schumacher    | 46    |
| 2   | Damon Hill            | 17    |
| 3   | Gerhard Berger        | 10    |
| 4   | Jean Alesi            | 9     |
| 5   | Rubens Barrichello    | 7     |
| 6   | Martin Brundle        | 6     |
| =   | Nicola Larini         | 6     |
| 8   | Ukyo Katayama         | 4     |
| =   | Mika Häkkinen         | 4     |
| =   | Karl Wendlinger       | 4     |
| =   | Mark Blundell         | 4     |
| 12  | Andrea De Cesaris     | 3     |
| =   | Christian Fittipaldi  | 3     |
| 14  | Heinz Harald Frentzen | 2     |
| =   | Pierluigi Martini     | 2     |
| 16  | Érik Comas            | 1     |
| =   | Michele Alboreto      | 1     |
| =   | Eddie Irvine          | 1     |

### Costruttori
| Pos | Team      | Punti |
| --- | --------- | ----- |
| 1   | Benetton  | 46    |
| 2   | Ferrari   | 25    |
| 3   | Williams  | 17    |
| 4   | Jordan    | 11    |
| 5   | McLaren   | 10    |
| 6   | Tyrrell   | 8     |
| 7   | Sauber    | 6     |
| 8   | Footwork  | 3     |
| =   | Minardi   | 3     |
| 10  | Larrousse | 1     |